# Список поверхонь
Це список поверхонь на сторінці Вікіпедії.
Див. також Список алгебраїчних поверхонь, Список кривих, Ріманова поверхня.

## Мінімальні поверхні
- Мінімальна каталонська поверхня
- Мінімальна поверхня Кости
- Катеноїд
- Поверхня Еннепера
- Гіроїд
- Гелікоїд
- Лідіноїд
- Мінімальна поверхня Рімана
- Сідлова вежа
- Поверхня Шерка
- Мінімальна поверхня Шварца
- Потрійна періодична мінімальна поверхня

## Лінійні поверхні
- Каталонська поверхня
- правий коноїд
- Конічна поверхня
- Гелікоїд
- Розгортаються ролики ( сферикон, олоїд )
- Гіперболоїд одного аркуша (подвійний рядок)
- Гіперболічний параболоїд (подвійний рядок)
- Раціональний нормальний прокрутка
- Реґулус

## Неорієнтованіповерхні
- Пляшка Кляйна
- Дійсна проективна площина
  - Перехресний ковпак
  - Римська поверхня
  - Поверхня хлопчика

## Квадрики
- Сфера
- Сфероїд
  - Сплюснутий сфероїд
- конус (геометрія)
- Еліпсоїд
- Гіперболоїд одного аркуша
- Гіперболоїд двох аркушів
- Гіперболічний параболоїд (лінійчаста поверхня)
- Параболоїд

## Псевдосферичні поверхні
- Поверхня Діні
- Псевдосфера

## Алгебраїчні поверхні
Дивіться список алгебраїчних поверхонь .
- Кейлі кубічний
- Барт секстик
- Кубік Клебша
- Сідло мавпи (сідлоподібна поверхня на 3 ноги. )
- Тор
- Циклод Дюпена (інверсія тора)
- Парасолька Вітні

## Різні поверхні
- Прямий коноїд (Лінійчата поверхня)